# Mabel's New Hero
Mabel's New Hero er en amerikansk stumfilm fra 1913 af Mack Sennett.

## Medvirkende
- Mabel Normand som Mabel
- Roscoe 'Fatty' Arbuckle som Fatty
- Charles Inslee som Harry
- Virginia Kirtley
- Charles Avery